# Gaetano Pinali
Gaetano Pinali (Verona, 13 agosto 1759 – 14 gennaio 1846) è stato un avvocato italiano che si distinse per la sua passione per l'architettura e l'archeologia. Dedicò molta parte della sua vita al promuovere iniziative volte alla difesa del patrimonio architettonico del Veneto . Tra i suoi scritti viene ricordato in particolare un’importante monografia sull’architetto Michele Sanmicheli.

## Biografia
Nacque in una famiglia borghese che lo avviò agli studi di giurisprudenza, ma nel giovane Gatano si evidenziò immediatamente la sua inclinazione per l'architettura. Infatti, già nel 1781, si opponeva alla costruzione di un ospedale in Bra che avrebbe oscurato le visuali dell'Arena e della Gran Guardia: nonostante le accese proteste e i ricorsi fatti dal giovane avvocato, l'opera venne comunque realizzata.
Parallelamente alla sua carriera di giurista si appassionò all'arte antica e alla ricerca bibliografica, tanto che nel 1709 acquistò la biblioteca dell'architetto veneziano Tommaso Temanza, di cui facevano parte alcuni disegni di Andrea Palladio.
Di idee liberali e giacobine fu un sostenitore dell'impero napoleonico. Con la nascita del regno d'Italia abbandonò la professione privata per dedicarsi alla carriera pubblica. Nel 1803 diventa giudice del Tribunale di Revisione di Milano e nel 1805 viene trasferito a Venezia in qualità di consigliere della Corte d'appello, di cui divenne decano.
Durante le esperienze di Milano e Venezia, ebbe modo di avere rapporti con i principali esponenti dell'arte neoclassica. 
Dal 1807 si occupò, con rara caparbietà, della salvaguardia dei palazzi e dell'architettrura di Venezia. Nel 1812 dedicherà un opuscolo alle condizioni della basilica di San Marco e nel 1814 sulla fatiscenza dei palazzi di Venezia, quest'ultima rimase però non stampata.
Nel 1815, con il Veneto passato sotto dominio asburgico, Pinali fa ritorno a Verona dove, visti i suoi trascorsi filo-francesi, viene declassato a giudice ordinario, carica che espletò fino al 1821 quando la abbandonò per dedicarsi completamente alla salvaguardia del patrimonio architettonico e archeologico. In questo periodo è assidua la sua frequentazione di ambienti patriottici. 
Nel 1824 iniziò un viaggio attraverso l'Italia alla scopo di studiarne l'architettura. Visitò Genova, Firenze, Roma, Napoli e la Sicilia. Nel 1826 visitò il sito archeologico del Campidoglio di Brescia.
Dagli anni 30 tornò ad occuparsi di Verona. Nel 1834 i suoi interventi a difesa del patrimonio monumentale cittadino vennero raccolti in un manoscritto. Nel 1838 si scagliò contro la profanazione del sepolcro di san Zeno, avvenuto al solo scopo di raccogliere delle reliquie. 
Nel 1844 donò alla città di Verona una statua romana, che aveva acquistato nel 1817 a Venezia. Negli ultimi anni, prima della sua morte, avvenuta nel 1846, si occupò di seguire gli scavi archeologici del teatro Romano ad opera dell'amico Andrea Monga.

## Ricostruzione dell'Arco dei Gavi
Nel 1805, in seguito della demolizione dell'Arco dei Gavi a Verona, fu sostenitore dell'esigenza di ricostruirlo nel luogo originario e con le medesime caratteristiche. Le sue tesi, sostenute anche da una fitta corrispondenza con Bartolomeo Giuliari (all'epoca Presidente della Commissione d'Ornato), nonostante fossero state accolte da un decreto vicereale, non vennero attuate.

## Progetto di sistemazione di Piazza Bra

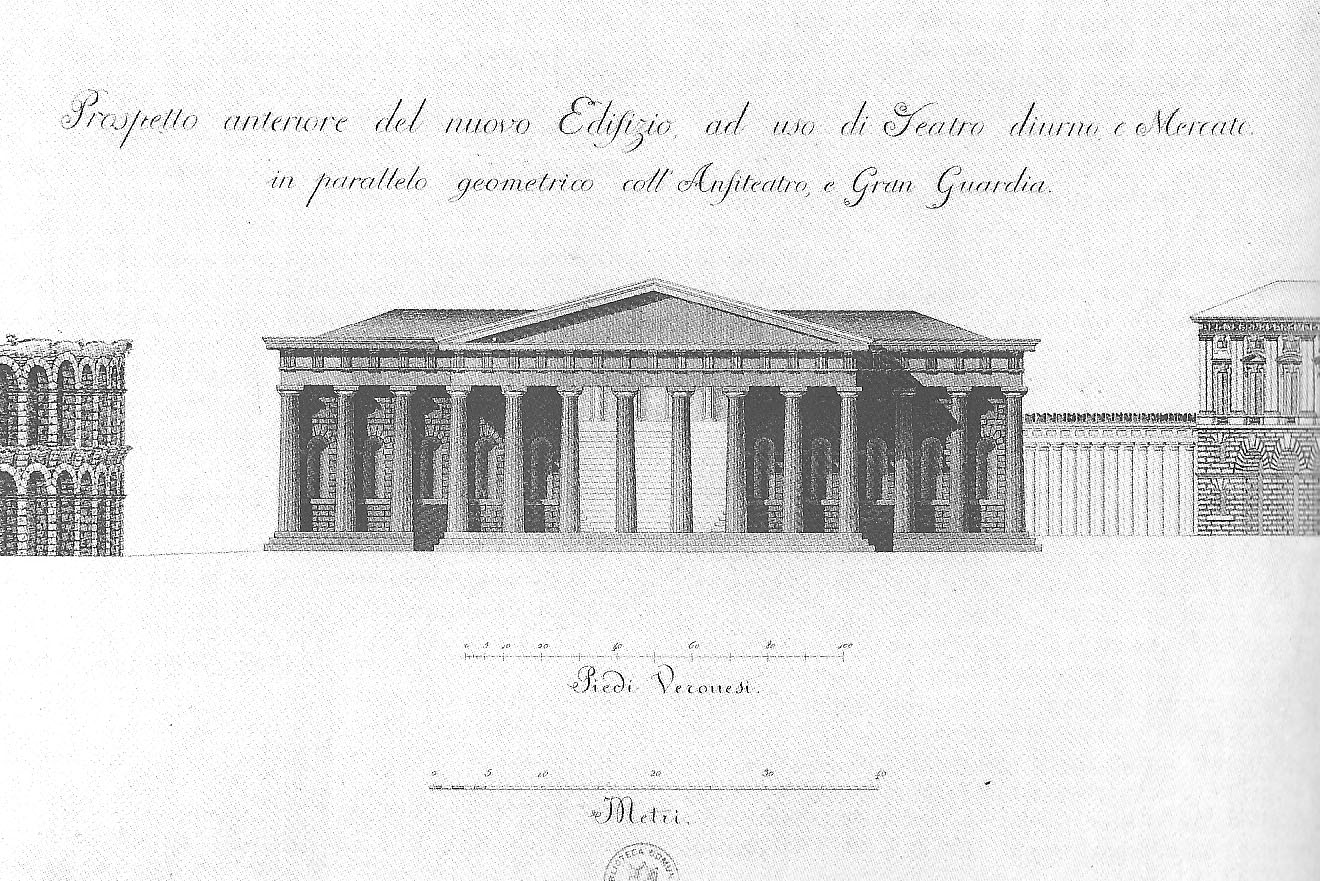
Gaetano Pinali, progetto per un Teatro diurno e Mercato per piazza Bra, 1822.

Una delle proposte più famose fatte da Pinali, per la città di Verona, fu quella, datata 1822, relativa alla ristrutturazione di piazza Bra. Prese ispirazione dai precedenti progetti di Giuseppe Barbieri e Luigi Trezza di edificare un edificio destinato al mercato del grano, all'inizio di via Pallone per non offuscare la vista dell'Arena e della Gran Guardia, e di un teatro diurno. Pinali intendeva trasferire i giochi che venivano eseguiti in Arena, proprio in questo teatro a salvaguardia del monumento stesso. 
Il progetto prevedeva inoltre di allestire un portico lungo le mura viscontee per ospitare la fiera, l'ampliamento della Gran Guardia e la sistemazioni di alcune aree limitrofe alla piazza. L'idea complessiva era di trasformare la Bra in un polo urbanistico alternativo alla tradizionale Piazza Erbe. L'intero progetto si ispirava all'architettura napoleonica di matrice illuministica e perciò trovò ben poco spazio sotto la rigida dominazione austriaca della città.

## Scritti
- Notizie del Centofaio denominato Arco dei Gavi - (1805)
- Osservazioni comunicate al Regio Architetto prof. Antolini - (1807)
- Promemoria al patriarca di Venezia - (1812)
- Ultima catastrofe dell'Arco dei Gavi già esistente in Verona: lettera al Ch. Sig. Ex-Conte Bartolomeo Giuliari - (1813)
- Relazione sullo stato materiale di Venezia - (1814)
- Osservazioni sul progetto d'una rotonda da erigersi in Verona nella piazza della Bra con proposta di altro progetto - (1820)
- Le fabbriche civili, ecclesiastiche, militari di Michele Sanmicheli - (1829)
- Iconografia di Verona antica cioè nel tempo storico romano e notizie relative - (1834)
- Osservazioni economico-artistiche sopra fabbriche, strade, riduzioni, distruzioni di oggetti pubblici e di Belle Arti - (1834)
- Compianto sulle novità perpetrate in Verona nel sepolcro di San Zeonone - (1838)
- Relazione degli scavi dell'antico Romano Teatro - (1845)